# Roberto Nurse
Roberto Antonio Nurse Anguiano (Cuernavaca, 16 dicembre 1983) è un ex calciatore messicano naturalizzato panamense, di ruolo attaccante.

## Carriera

### Nazionale
Viene convocato per la Copa América Centenario del 2016.